# Razová
Razová település Csehországban, Bruntáli járásban. Razová Lichnov, Bruntál, Roudno, Leskovec nad Moravicí, Horní Benešov, Milotice nad Opavou, Dlouhá Stráň és Mezina településekkel határos. Lakosainak száma 516 fő (2024. január 1.).

## Népesség
A település lakosságának változását az alábbi diagram mutatja:
| Lakosok száma | 2173 | 1966 | 1637 | 768  | 672  | 515  | 518  | 525  | 476  | 516  |
|               | 1869 | 1900 | 1921 | 1961 | 1980 | 2011 | 2016 | 2019 | 2021 | 2024 |